# قلعة مرز (ألاداغ)
قلعة مرز (بالفارسية: قلعه مرز) هي قرية تقع في إيران في قسم ألاداغ الريفي. يقدر عدد سكانها بـ 182 نسمة بحسب إحصاء 2016.